# Moenkhausia
Moenkhausia ist eine Gattung aus der Salmlerfamilie der Acestrorhamphidae. Die Gattung wurde 1903 von Carl H. Eigenmann aufgestellt, der den Gattungsnamen zu Ehren seines Kollegen William J. Moenkhaus vergab. Moenkhausia-Arten sind in Südamerika weit verbreitet.

## Merkmale
Die Gattung vereint eine Vielzahl sehr unterschiedlicher Salmler mit relativ hochrückiger als auch mit langgestreckter, spindelförmiger Gestalt. Moenkhausia-Arten werden 3,4 cm  bis 10 cm lang. Die Seitenlinie ist vollständig und verläuft gerade oder nur ganz wenig nach unten gebogen. Die Schwanzflossenbasis ist wie bei Hemigrammus beschuppt, die Schuppen auf der Schwanzflossenbasis sind kleiner als die Schuppen auf dem übrigen Körper. Eine Fettflosse ist vorhanden. Die Maxillare ist meist mit drei Zähnen besetzt, die unmittelbar hinter der Prämaxillar-Maxillare-Verbindung stehen. Einige Arten sind auch zahnlos. Bei den Männchen einiger Arten, z. B. beim Brillantsalmler, sind Rücken- und Afterflosse vergrößert.

## Lebensweise
Moenkhausia-Arten sind Schwarmfische der mittleren Wasserregionen. Einige Arten sollen zeitweise revierbildend sein. Sie betreiben keine Brutpflege, sondern geben ihren Laich als Freilaicher in feinfiedrige Wasserpflanzen oder direkt unterhalb der Wasseroberfläche ab.

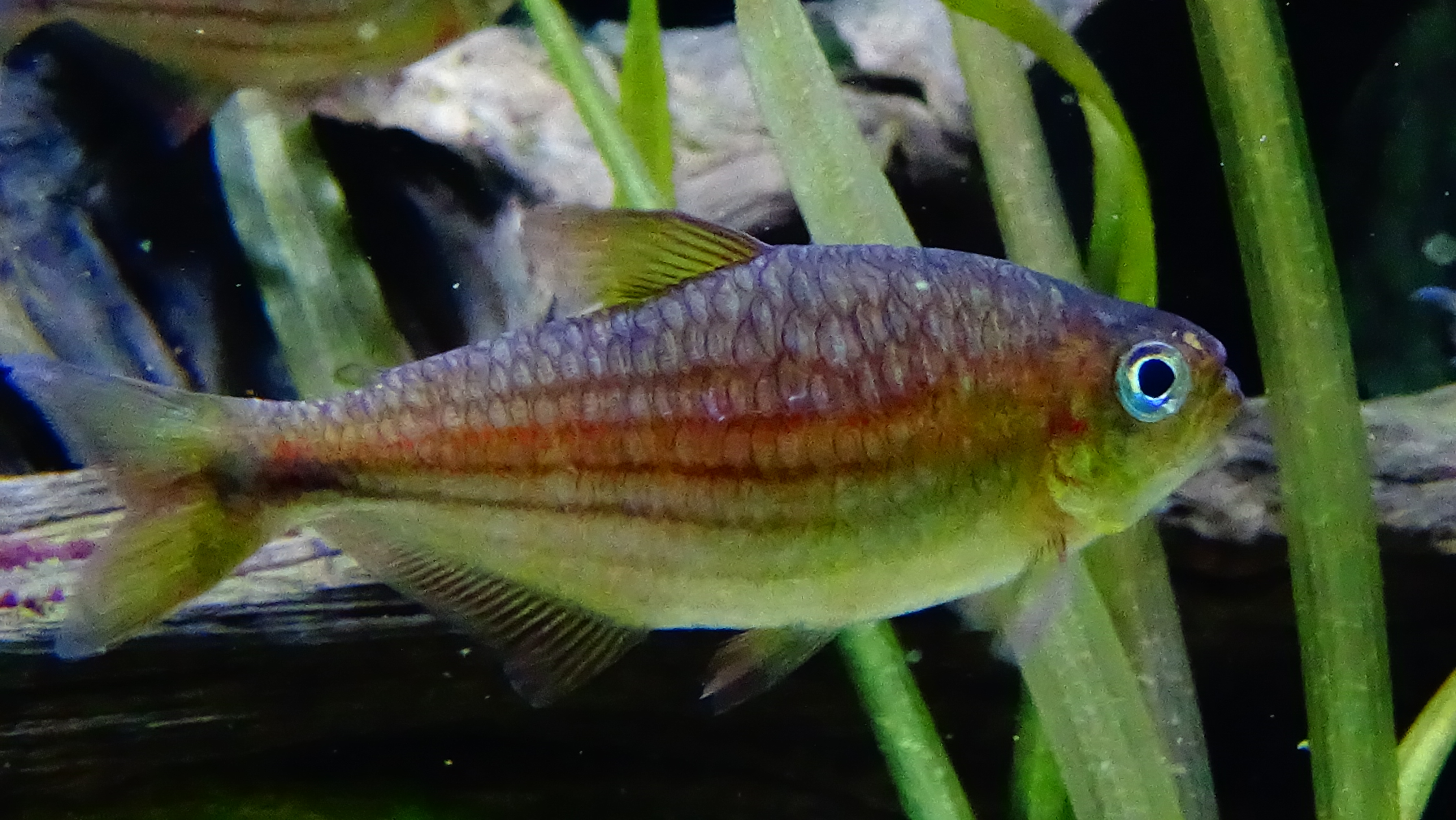
Moenkhausia agnesae

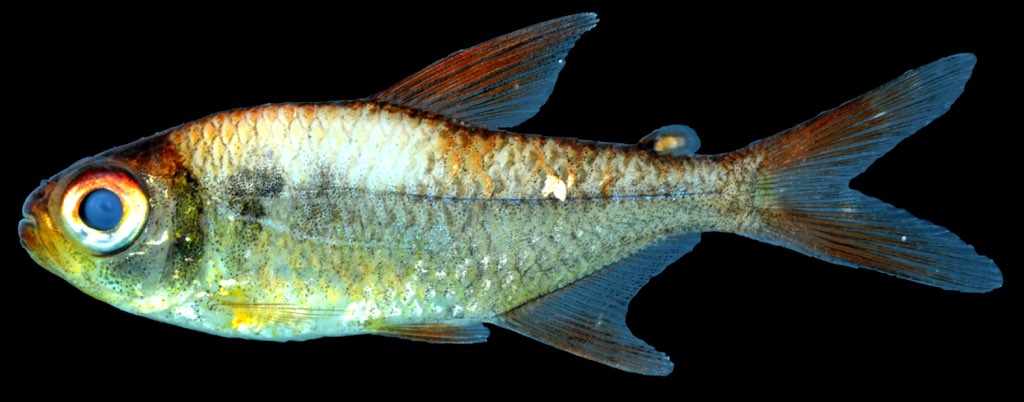
Moenkhausia browni

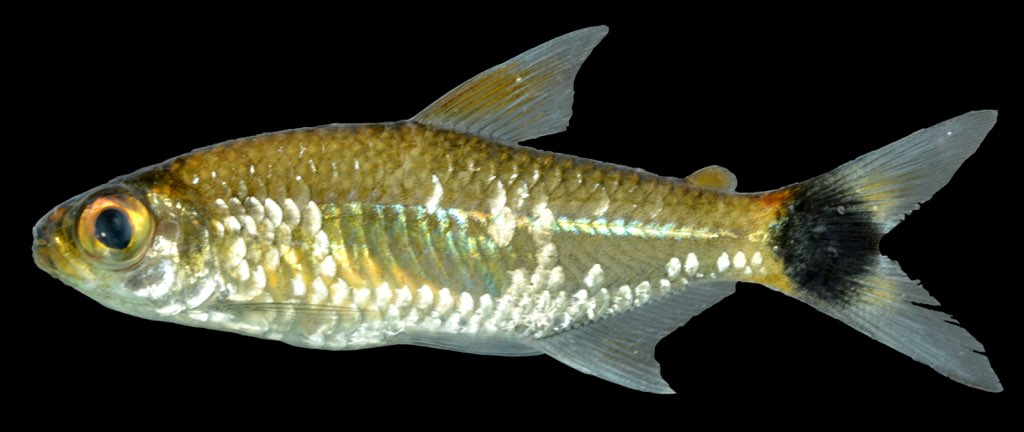
Moenkhausia ceros

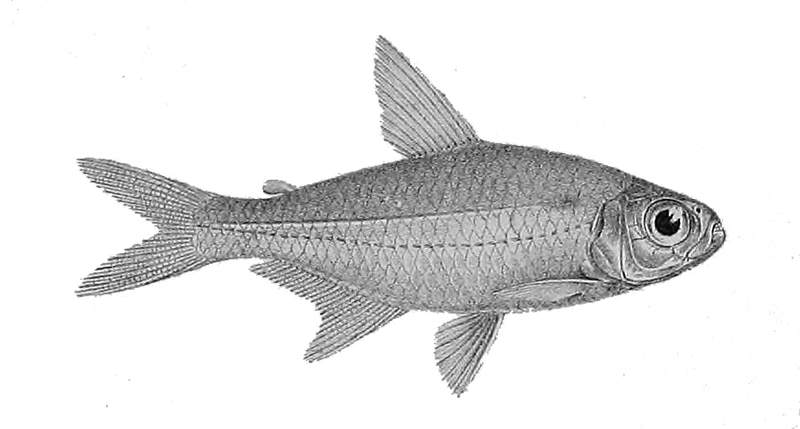
Moenkhausia collettii

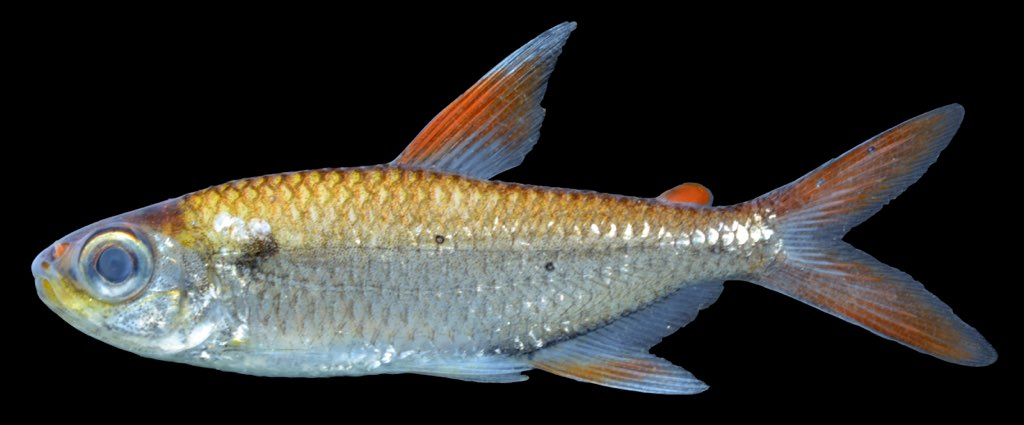
Moenkhausia copei

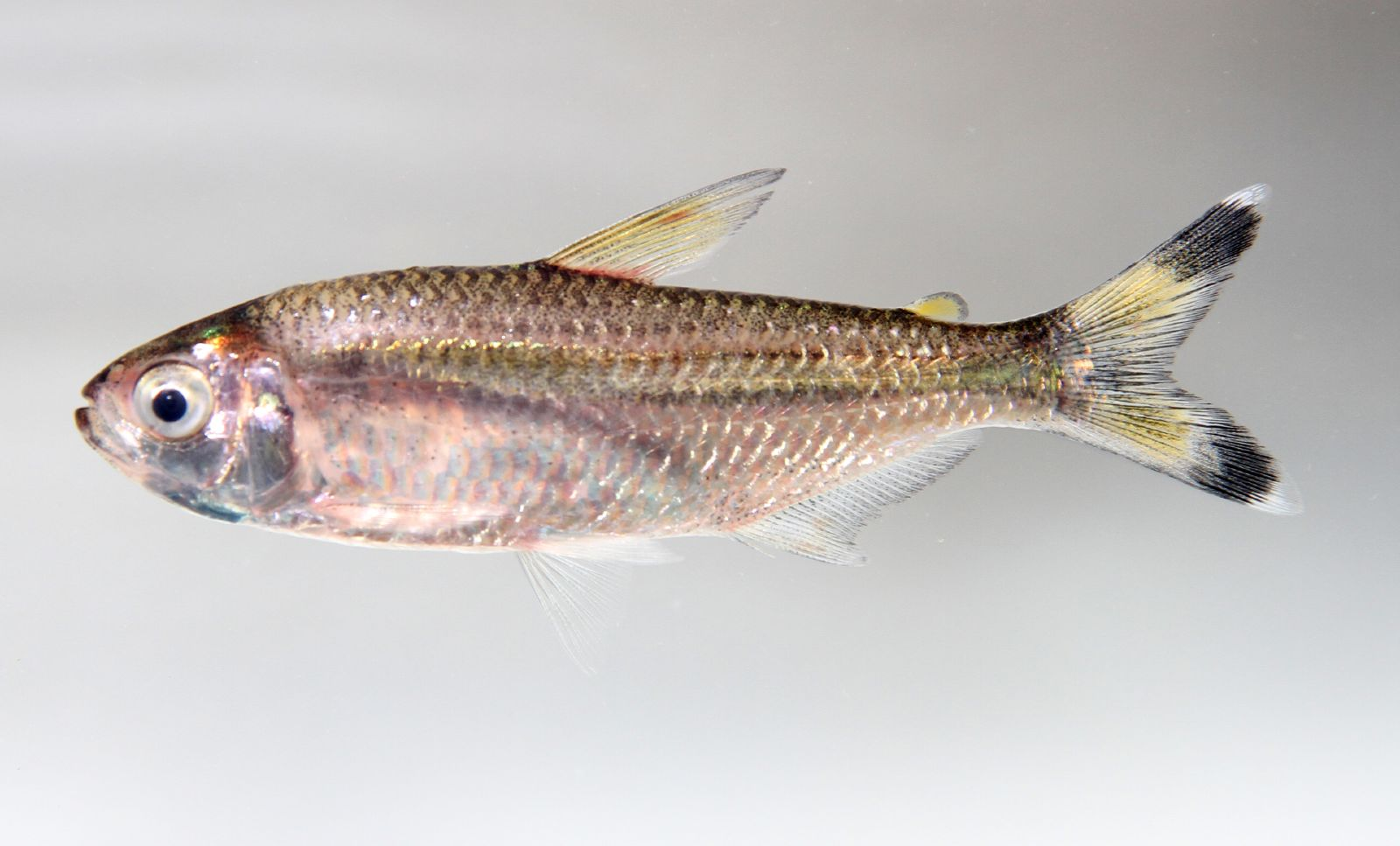
Moenkhausia cf. dichroura

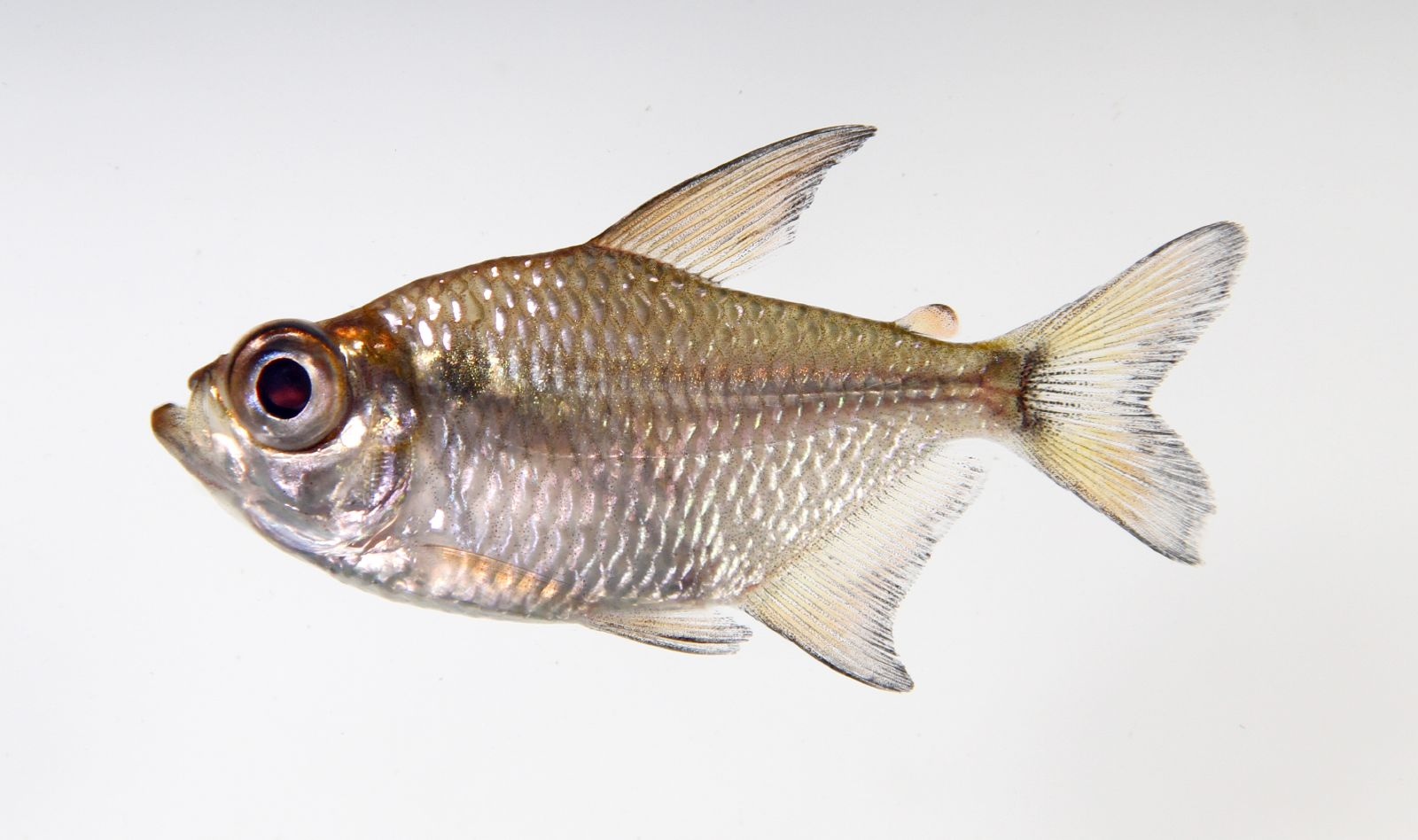
Unbestimmte Moenkhausia-Art

## Arten
Heute werden über 80 Arten zu der Gattung gezählt, die allerdings polyphyletisch ist:
- Moenkhausia affinis – Steindachner, 1915
- Moenkhausia agnesae – Géry, 1965
- Moenkhausia atahualpiana – (Fowler, 1907)
- Moenkhausia australe – (Eigenmann 1908)
- Moenkhausia barbouri – Eigenmann, 1908
- Moenkhausia bellasomniosa – Soares, Lima, Bastos & Rapp Py-Daniel, 2019
- Moenkhausia beninei – Lima & Soares, 2018
- Moenkhausia bonita – Benine, Castro & Sabino, 2004
- Moenkhausia browni – Eigenmann, 1909
- Moenkhausia ceros – Eigenmann, 1908
- Moenkhausia chlorophthalma – Sousa, Netto-Ferreira & Birindelli, 2010
- Moenkhausia conspicua – Soares & Bührnheim, 2016
- Signalstreifen-Moenkhausia (Moenkhausia costae Steindachner, 1907)
- Moenkhausia crisnejas – Pearson in Eigenmann & Myers, 1929
- Schwanzfleck-Moenkhausia (Moenkhausia dichroura Kner, 1858)
- Moenkhausia dorsinuda – Zarske & Géry, 2002
- Moenkhausia hemigrammoides – Géry, 1965
- Moenkhausia intermedia – Eigenmann, 1908
- Moenkhausia latissima – Eigenmann, 1908
- Moenkhausia levidorsa – Benine, 2002
- Moenkhausia lopezi – Britski & Silimon, 2001
- Moenkhausia megalops – (Eigenmann in Eigenmann & Ogle, 1907)
- Moenkhausia moisae – Gery, Planquette & Le Bail, 1995
- Moenkhausia mutum – Dagosta & Marinho, 2016
- Moenkhausia newtoni – Travassos, 1964
- Moenkhausia nigromarginata – Costa, 1994
- Moenkhausia orteguasae – Fowler, 1943
- Moenkhausia ovalis – (Günther, 1868)
- Moenkhausia pankilopteryx – Bertaco & Lucinda, 2006
- Moenkhausia phaeonota – Fink, 1979
- Moenkhausia plumbea – Sousa, Netto-Ferreira & Birindelli, 2010
- Moenkhausia restricta – Soares & Benine, 2019
- Moenkhausia robertsi – Géry, 1964
- Moenkhausia rubra – Pastana & Dagosta, 2014
- Moenkhausia shideleri – Eigenmann, 1909
- Moenkhausia simulata – (Eigenmann in Pearson, 1924)
- Moenkhausia takasei – Géry, 1964
- Moenkhausia tergimacula – Lucena & Lucena, 1999
- Moenkhausia tridentata – Holly, 1929
- Moenkhausia venerei – Petrolli et al., 2016
- Moenkhausia zonata – (Eigenmann, 1908)
- Moenkhausia xinguensis – (Steindachner, 1882) (Typusart)

Moenkhausia comma-chrysargyrea-Artenkomplex, hochrückige Arten mit zahlreichen horizontalen Schuppenreihen, einer ähnlichen Färbung, einer ähnlichen Anzahl von verzweigten Afterflossenstrahlen und knöchernen Höckern auf den Flossen erwachsener Männchen.
- Moenkhausia chrysargyrea – (Günther, 1864)
- Kommasalmler (Moenkhausia comma Eigenmann, 1908)
- Moenkhausia doceana – (Steindachner, 1877)
- Moenkhausia margitae – Zarske & Géry, 2001
- Moenkhausia metae – Eigenmann, 1922
- Moenkhausia miangi – Steindachner, 1915
- Moenkhausia naponis – Böhlke, 1958
- Moenkhausia surinamensis – Géry, 1965

Moenkhausia grandisquamis-Artenkomplex, hochrückige Arten mit relativ wenigen horizontalen Schuppenreihen
- Moenkhausia britskii – Azevedo-Santos, Benine, 2016
- Moenkhausia goya – Carvalho Deprá, Azevedo-Santos, Vitorino, Dagosta, Marinho & Benine, 2018
- Moenkhausia grandisquamis – (Müller & Troschel, 1845)
- Moenkhausia heikoi – Géry & Zarske, 2004
- Moenkhausia xinguensis – (Steindachner, 1882) (Typusart)

Moenkhausia jamesi-justae-Artenkomplex, Arten mit einer kurzen Maxillare, einem dunklen Fleck zwischen der vierten und siebten Schuppe auf der Seitenlinie und einem ovalen, vertikal ausgerichteten dunkeln Fleck an der Schwanzflossenbasis.
- Moenkhausia alesis – Petrolli & Benine, 2015
- Moenkhausia jamesi – Eigenmann, 1908
- Moenkhausia justae – Eigenmann, 1908
- Moenkhausia ischyognatha – Petrolli & Benine, 2015
- Moenkhausia sthenosthoma – Petrolli & Benine, 2015

Moenkhausia lepidura-Artenkomplex, Arten mit schlankem Rumpf, relativ wenigen horizontalen Schuppenreihen, einem dunklen Fleck im oberen Schwanzflossenlobus und einem transparenten unteren Schwanzflossenlobus.

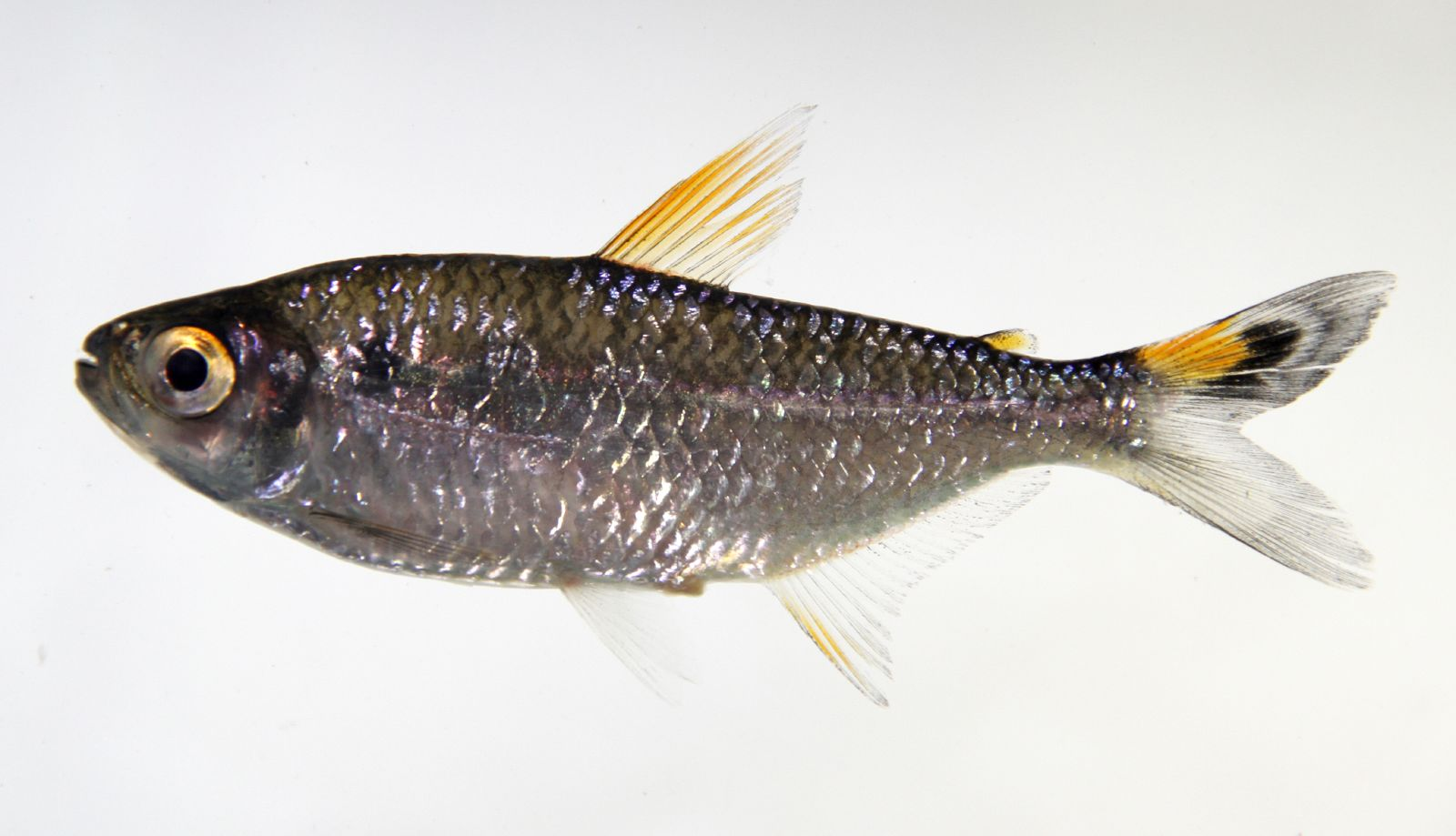
Moenkhausia cf. lepidura

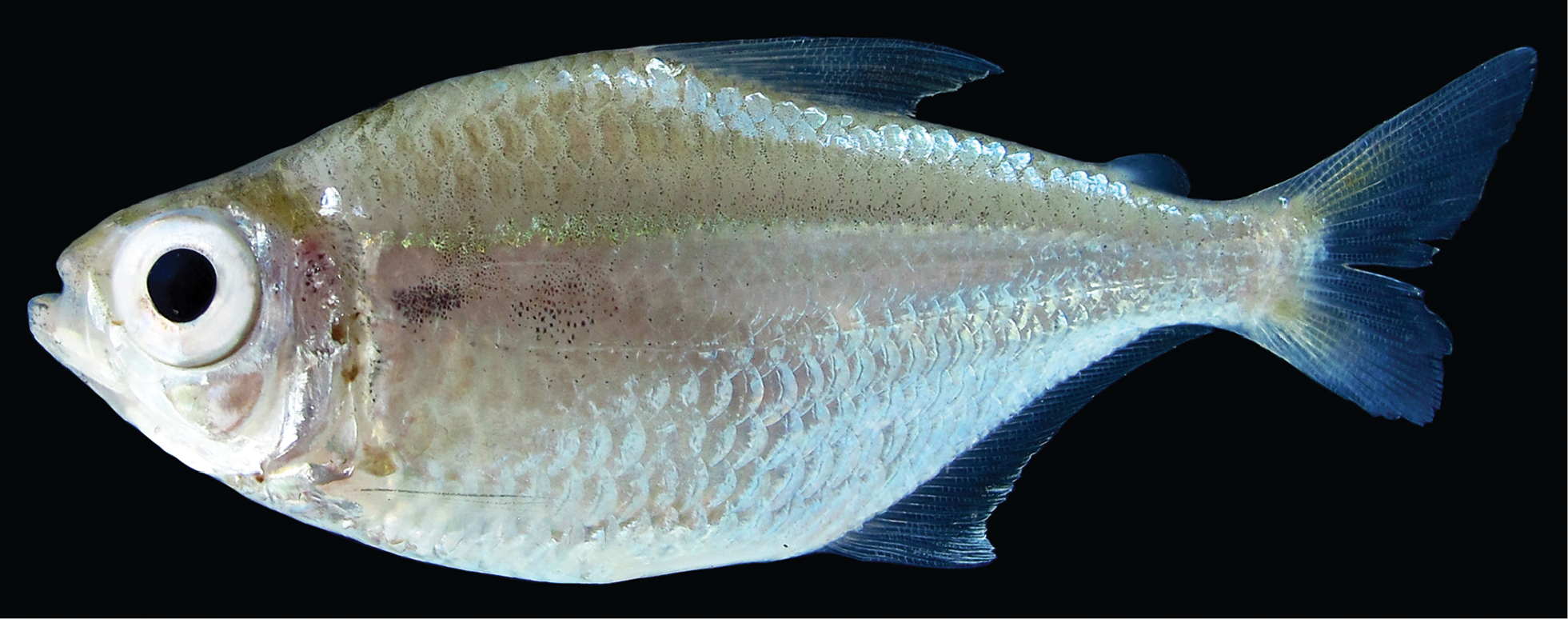
Moenkhausia megalops

- Moenkhausia abyss – Oliveira & Marinho, 2016
- Moenkhausia celibela – Marinho & Langeani, 2010
- Moenkhausia gracilima – Eigenmann, 1908
- Moenkhausia hasemani – Eigenmann, 1917
- Moenkhausia hysterosticta – Lucinda, Malabarba & Benine, 2007
- Moenkhausia icae -Eigenmann, 1908
- Moenkhausia inrai – Géry, 1992
- Moenkhausia lata – Eigenmann, 1908
- Moenkhausia lepidura – (Kner, 1858)
- Moenkhausia loweae – Géry, 1992
- Moenkhausia mikia – Marinho & Langeani, 2010
- Moenkhausia megalops – (Eigenmann, 1907)

Der Moenkhausia oligolepis-Artenkomplex, mit dem aus der Aquaristik bekannten Rotaugen-Moenkhausia, wurde 2014 in die Gattung Bario verschoben.

## Systematik
Die Gattung Moenkhausia wurde 1903 durch den US-amerikanischen Ichthyologen Carl H. Eigenmann eingeführt. Heute umfasst die Gattung über 80 Arten. Sie ist jedoch nicht monophyletisch. Moenkhausia xinguensis, die Typusart, und weitere Moenkhausia-Arten bilden zusammen mit Hasemania nana, "Hemigrammus" erythrozonus u. "H." marginatus eine Klade, die zur Tribus Stethaprionini gehört. Ebenfalls zur Tribus Stethaprionini gehören M. agnesae, M. collettii, M. comma, M. conspicua, M. copei und M. hemigrammoides, die aber zusammen mit Hemigrammus unilineatus, der Typusart von Hemigrammus, und weiteren Hemigrammus-Arten eine andere Klade bilden.